# Azman Adnan
Azman Adnan (Malacca, 1º novembre 1971) è un ex calciatore ed ex giocatore di calcio a 5 malaysiano, di ruolo attaccante.

## Carriera
In carriera, Adnan giocò per varie squadre malesi tra il 1989, anno del debutto in massima serie e il 2003, anno del ritiro. Nel 1999, fu capocannoniere della Super League Malaysia segnando 13 reti con il Penang FA. Ha vinto numerosi trofei malesi.
Adnan è stato anche giocatore della nazionale malese dal 1991 fino al 2000.
Ha partecipato con la Nazionale di calcio a 5 della Malaysia al FIFA Futsal World Championship 1996 in Spagna, dove la nazionale asiatica si è fermata al primo turno, eliminata nel girone comprendente Italia, Uruguay e Stati Uniti.